# Танагра гіацинтова
Тана́гра гіацинтова (Tangara callophrys) — вид горобцеподібних птахів родини саякових (Thraupidae). Мешкає на заході Амазонії.

## Поширення і екологія
Гіацинтові танагри мешкають на південному сході Колумбії (Какета, Путумайо), на сході Еквадорі і Перу та на півночі Болівії (Пандо). Вони живуть в кронах вологих рівнинних тропічних лісів, на узліссях і плантаціях. Зустрічаються на висоті до 1000 м над рівнем моря. Іноді приєднуються до змішаних зграй птахів. Живляться плодами і безхребетними.